# Bitwa pod Băilești
Bitwa pod Băilești – starcie zbrojne, które miało miejsce w dniach 8–9 października (26–27 września według starego kalendarza) 1828 r. w czasie wojny rosyjsko-tureckiej (1828–1829) w rejonie Craiovy w Rumunii pomiędzy wojskami tureckimi pod dowództwem Wezyra Widinskiego a wojskami rosyjskimi pod dowództwem gen. F.K. Gejsmara.
Generał Piotr Wittgenstein oblegał Szumen z siłami ok. 15 tys. żołnierzy. 2 października do jego sił dołączył 6 Korpus. Pod Silistrą wojska rosyjskie utrzymywały swoje pozycje oblegając twierdzę. 2 Korpus rosyjski, niemający artylerii oblężniczej, nie mógł przystąpić do szturmu Silistry.
Turcy w dalszym ciągu grozili Małej Wołoszczyźnie. W nocy 8 na 9 października 1828 siły rosyjskie pod dowództwem gen. Fiodora Klementiewicza Gejsmara uderzyły na umocniony obóz turecki Wezyra Widinskiego pod Băilești. Uderzeniem zmusiły Turków do ucieczki. Na drugi dzień po uderzeniu na obóz gen. Gejmar wziął szturmem Calacar i tym samym zmusił Turków do wycofania się na prawy brzeg Dunaju. 11 października 1828 Rosjanie opanowali Warnę i w tym czasie głównym zadaniem, przed okresem zimowania, było wzięcie szturmem Silistry. Do jej oblężenia skierowany był 3 Korpus. Brak pocisków dla artylerii oblężniczej nie pozwalał na szturm twierdzy. Po odejściu głównych sił rosyjskich spod Szumen, Turcy chcieli znowu opanować Warnę i 20 listopada ruszyli na m. Provadija, jednak napotkawszy opór obrońców miasta wrócili pod Szumen.